# Zoochorie

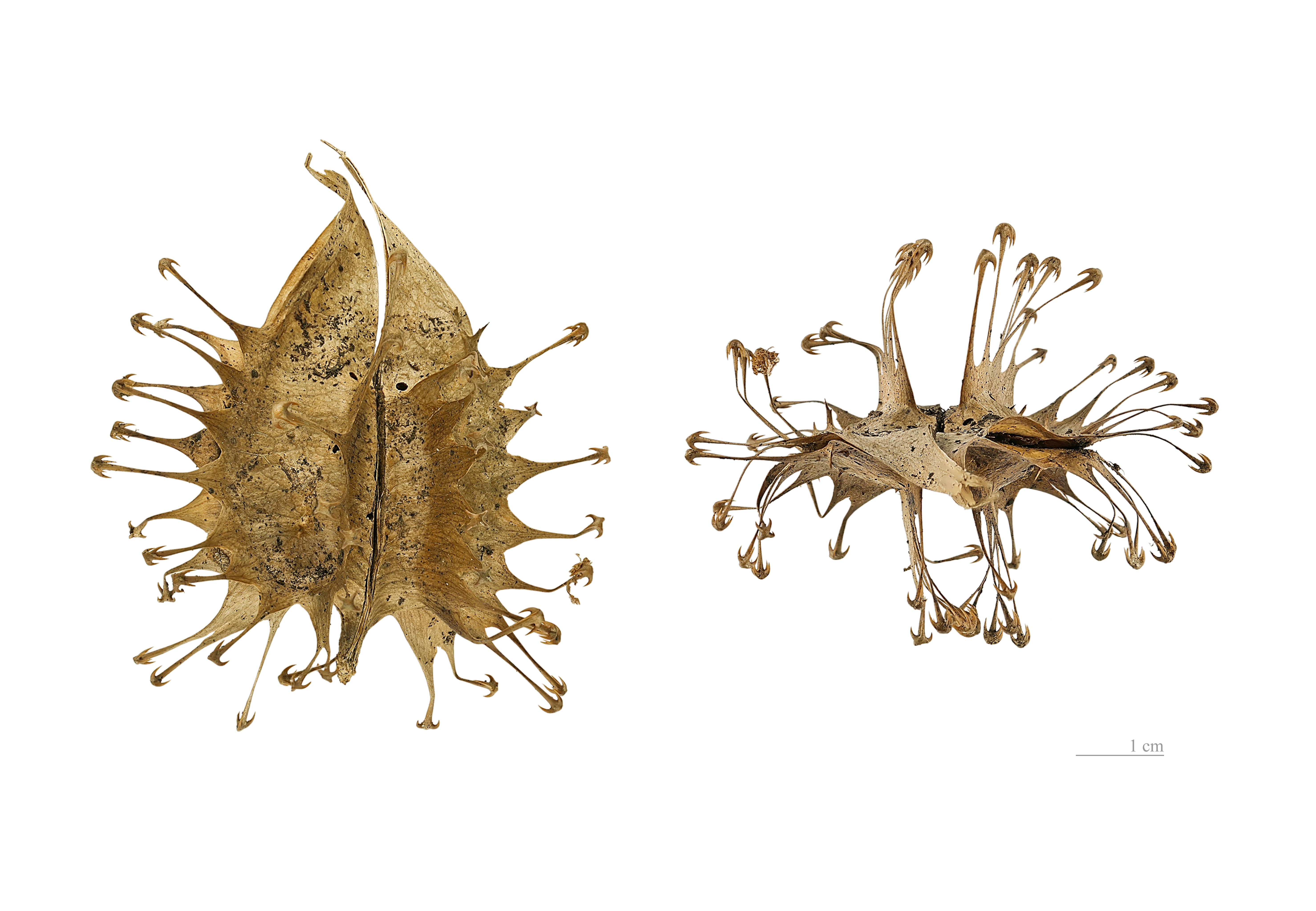
Sezam Uncarina ankaranensis s řadou háčků pro zachycení

Zoochorie je způsob šíření semen, plodů či vzácněji celých plodenství pomocí živočichů. Živočichové v této roli jsou pak označováni jako roznašeči či přenašeči semen. Vymizení jen pár živočišných druhů, kteří byli v dané lokalitě významnými roznašeči semen, pak může vést k ohrožení řady zoochorických rostlin a narušení biodiverzity. Například stav kriticky ohroženého pimentovníku Syzygium mamillatum na Mauriciu, jehož semena nyní žádný živočich nekonzumuje, a tak mají jen omezenou možnost dostat se dál od mateřské rostliny, je spojován s vyhubením dronteho mauricijského.

## Dělení
Podle způsobu, jak jsou diaspory přenášeny, lze zoochorii dělit na epizoochorii a endozoochorii.

### Epizoochorie
Epizoochorie je šíření diaspor na povrchu živočichů. K zachycování diaspor na srsti zvířete nebo peří ptáků slouží různé útvary, např. háčky nebo ostny. Příkladem je třeba dvouzubec (Bidens), skřípinec jezerní (Schoenoplectus lacustris), řepík lékařský (Agrimonia eupatoria) nebo svízel přítula (Galium aparine). U rodu lopuch (Arctium sp.) se šíří pomocí epizoochorie celá plodenství úbory, kdy k uchycení na srsti savců (nebo oblečení člověka) slouží háčky na zákrovních listenech. Zvláštním případem je myrmekochorie čili šíření pomocí mravenců, takto se šíří např. semena violek.

### Endozoochorie
Endozoochorie je šíření také pomocí živočichů, ale semeno nebo plod zde projde přes trávicí trakt. Rostliny šířící se pomocí endozoochorie mají často jedlé (alespoň pro jistou skupinu živočichů jedlé) dužnaté plody. Živočich plod sežere i se semeny uvnitř a než projde semeno řitním otvorem, uběhne zpravidla nějaká doba, během níž se živočich přemístí na jiné místo a tak dochází k šíření na větší vzdálenosti. Příkladem je například jmelí bílé nebo cesmína paraguayská šířené ptáky či třešeň ptačí (Cerasus avium), bez černý (Sambucus nigra) a mnohé další. Některé diaspory šířící se endozoochorně mají velmi tvrdý obal, který trávicí šťávy trochu naruší, a tak usnadní klíčení.
Tzv. nepravou endozoochorií je pak případ, kdy nejsou endozoochoricky šířená semena vybavena dužnatým oplodím. Příkladem je jitrocel větší.

## Evoluce
Pravděpodobně nejstarší epizoochorickou rostlinou je Rasenganus auricularus, druh popsaný v roce 2020 na základě objevu v jantaru z Myanmaru. Stáří tohoto fosilního plodu se strukturou vhodnou pro přichycení na těle živočichů je staré asi 99 milionů let (přelom spodní a svrchní křídy).